# Valdemeca
Valdemeca – gmina w Hiszpanii, w prowincji Cuenca, w Kastylii-La Mancha, o powierzchni 69,8 km². W 2011 roku gmina liczyła 97 mieszkańców.